# Monumento a Wikipedia
Il monumento a Wikipedia (in polacco Pomnik Wikipedii) sorge a Słubice, in Polonia, ed è il primo monumento al mondo a essere dedicato a tutti gli utenti dell'enciclopedia Wikipedia. L'inaugurazione è avvenuta il 22 ottobre 2014.

## Descrizione
Wikipedia
With this monument the citizens of Słubice
would like to pay homage to thousands of
anonymous editors all over the world, who
have contributed voluntarily to the creation
of Wikipedia, the greatest project co-cre-
ated by people regardless of political, re-
ligious or cultural borders. In the year this
monument is unveiled Wikipedia is avail-
able in more than 280 languages and con-
tains about 30 million articles. The bene-
factors behind this monument feel certain
that with Wikipedia as one of its pillars the
knowledge society will be able to contrib-
ute to the sustainable development of our
civilization, social justice and peace among
nations.
22.10.2014»
Wikipedia
Con questo monumento i cittadini di Słubice vogliono rendere omaggio alle migliaia di collaboratori anonimi di tutto il mondo, i quali hanno volontariamente contribuito alla creazione di Wikipedia, il più grande progetto co-creato da persone nonostante le differenze politiche, religiose o i confini culturali. Nell'anno nel quale questo monumento viene inaugurato Wikipedia è disponibile in più di 280 lingue e contiene circa 30 milioni di articoli. I benefattori di questo monumento sanno certamente che, con Wikipedia come uno dei suoi pilastri, la società della conoscenza sarà capace di contribuire a uno sviluppo sostenibile della nostra civiltà, giustizia sociale e pace fra le nazioni.
22.10.2014»
(Testo della targa)
L'ideatore della statua è Krzysztof Wojciechowski, direttore amministrativo del Collegium Polonicum. Il progetto raffigura il logo di Wikipedia, un puzzle incompiuto a forma di sfera sorretto da due uomini e due donne in piedi su quattro pile di libri. La statua è stata concepita da Mihran Hakobyan, artista di origini armene, nato nel 1984 e che studia presso il Collegium Polonicum di Słubice. Il monumento, di colore oro vecchio, è realizzato in Laminato acrilico simile all'ottone.

## Costi
Il monumento è stato finanziato dalla città di Słubice, il costo è stato di circa 60.000 złoty (15.000 euro). Il monumento sorge in piazza Frankfurcki, in pieno centro storico di Słubice. L'inaugurazione è avvenuta il 22 ottobre 2014 alla presenza degli esponenti di Wikimedia Foundation, Wikimedia Deutschland e Wikimedia Polska.